# 拾遺記
《拾遺記》是中國古籍，又名《拾遗录》﹑《王子年拾遗记》，為五胡十六國隴西安陽人王嘉所撰，共十卷，二百二十篇，皆為殘缺不全。前九卷记自上古庖牺氏、神农氏至东晋各代的历史异闻，古史部分很多是奇形怪異的神话。汉魏以下也有许多純為謠言传闻，为正史所不载。末一卷则记昆仑等八座仙山。

## 內容特色
相傳秦滅六國之際，各國宮室損毀使得皇族文獻與史料散肄，王嘉把殘文搜羅起來起名為《拾遺記》，因為以保存一切為重點所以其中不論多荒誕神怪的殘篇皆收錄，其中與《山海經》重複的部分都刪去，有許多是《山海經》都沒有的奇聞，但最大不同為不僅僅像《山海經》的土風錄有時還包含一些皇家密錄和政治內容、神仙修道、神仙言行之類的人物故事。

## 翻刻
现存最早刻本是明嘉靖十三年（西元1534年）世德堂的翻宋本。另有《稗海》本，与世德堂本出入很大，目前無人能考究兩本間的正確率與當初元祖版本的差異。